# Bomos

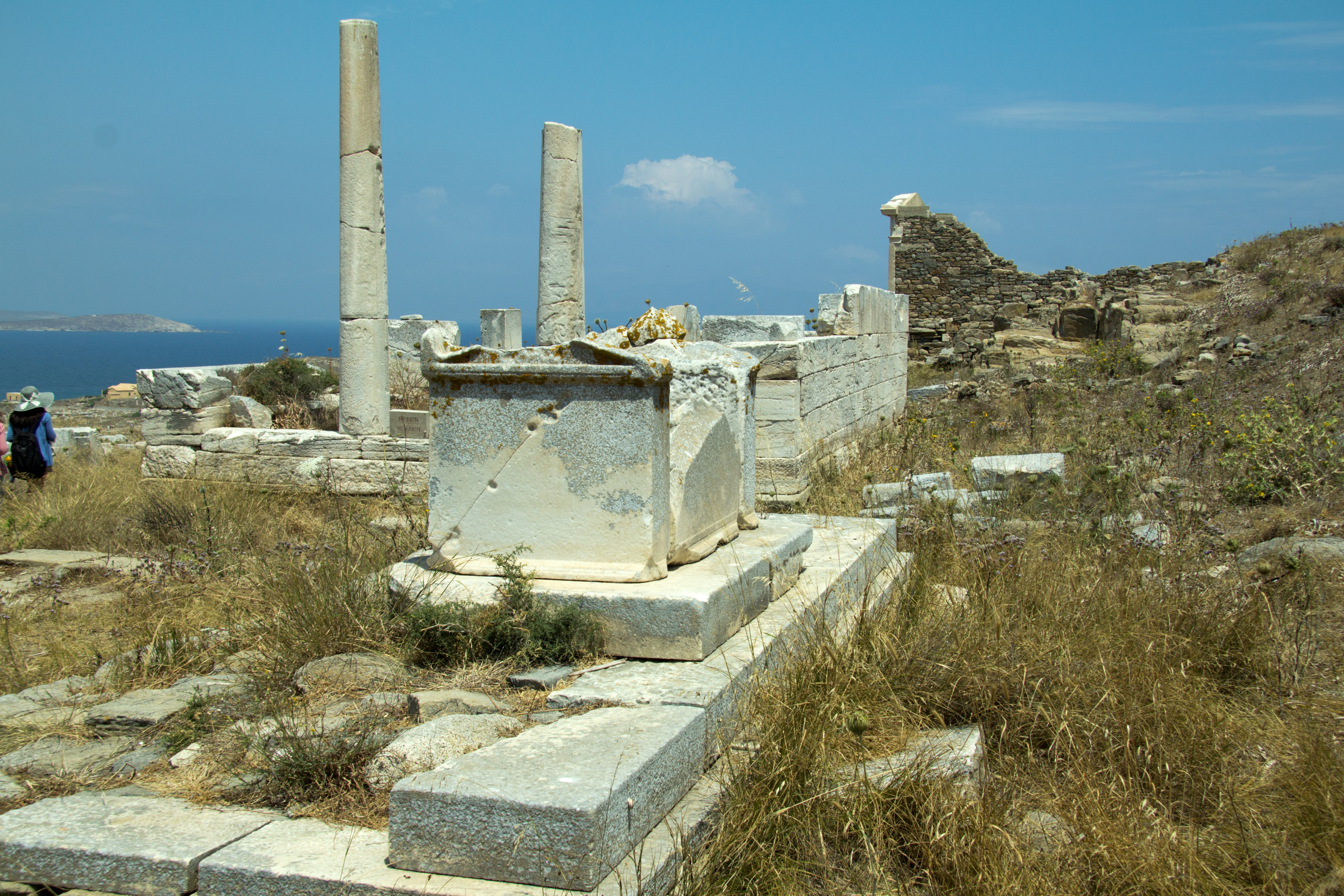
Bomos im Tempel der Hera auf Delos, ca. 500 v. Chr.

Bomos (altgriechisch βωμός ‚Altar, Basis‘, Plural Bomoi) ist in der Religion des antiken Griechenland die Bezeichnung für einen Altar.

## Andere Bezeichnungen
Euripides verwendet bomios, probomios und bomian. Altäre aus Asche sind manchmal auch als bomos tephras überliefert, von denen Pausanias sagt, dass sie auffällig den athenischen Escharai entsprechen würden.

## Definition
In der griechischen Religion ist Bomos die älteste und häufigste Bezeichnung für einen Altar. Er war meistens aus Steinen gebaut, viereckig und stand auf einem Fundament. Darstellungen auf griechischen Vasen zeigen aber, dass Bomoi während der archaischen und klassischen Zeit verschiedenste Formen und Höhen mit und ohne Fundament aufweisen konnten. Zum Beispiel ist auf der Françoisvase aus dem 6. Jahrhundert v. Chr. ein stufenloser, niederer Bomos aus geschnittenen Blöcken dargestellt.
Bomoi wurden in Heiligtümern, bei Gräbern, auf öffentlichen Plätzen, in Palästen und Privathäusern, auf Bergen, an Kreuzungen und an den Grenzen aufgestellt. Bomoi, die als Opferaltäre dienten, standen meistens vor dem Tempel. Auf dem Altar wurde das Feuer entfacht und die Gaben für die Götter verbrannt.

## Abgrenzung

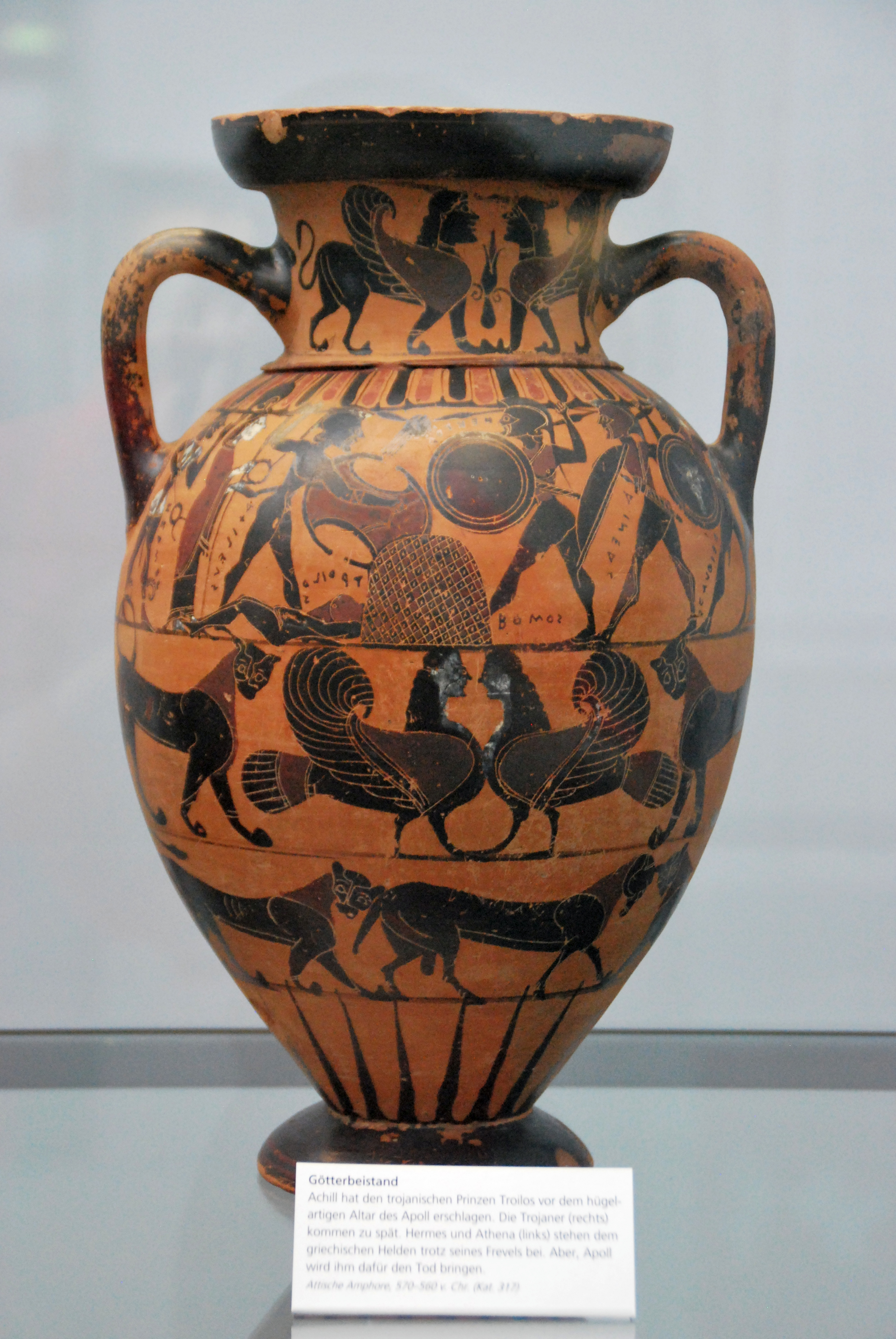
Beginnend mit den spätantiken Quellen wurde der mundförmige, niedere Altar als Eschara bezeichnet. Dass während der archaischen und klassischen Periode ein Altar mit dieser Form und Höhe auch als Bomos bezeichnet wurde, zeigt die schwarzfigurige Amphora aus dem 6. Jahrhundert v. Chr. in Darstellung und Schrift. Staatliche Antikensammlungen München (Inv. 1426)

Bomos und Eschara sind beides Bezeichnungen für Altäre, wobei Bomos ursprünglich auch „Basis“ bedeuten konnte und Eschara als „Herd“ stärker mit dem Feuer verbunden war.
In der archaischen und klassischen Zeit war Bomos der gebräuchlichere Begriff für einen Altar als Eschara. Häufig wurde Eschara für den oberen Teil des Altars verwendet und ihre Aufgabe war es, die steinerne Basis, den Bomos, vor dem Opferfeuer zu schützen. Ab dem 3. Jahrhundert v. Chr. driftete der Inhalt der beiden Begriffe gemäß den literarischen Quellen auseinander. Form und Konstruktion, Empfängergruppen und Rituale wurden den beiden Altären zugewiesen. Bomos wurde zu einem hohen, gut konstruierten Altar und war den Thysiai der Götter vorbehalten. Eschara wurde zur ebenerdigen Opferstelle und deckte Enagismata und Holokausts für Heroen, chthonische Götter und „gewöhnliche Tote“ ab.